# Wintershouse
Wintershouse je občina v departmaju Bas-Rhin francoske regije Alzacija.
Leta 1990 je v občini živelo 517 oseb oz. 141 oseb/km².